# Particellato marino
Il particellato marino (o particellato marino sospeso) è l’insieme di particelle solide sospese presenti all'interno di una massa d'acqua. Di origine organica e/o inorganica, viene generalmente definito da un punto di vista operazionale, ovvero in base alla procedura con cui viene trattata l’acqua (filtrazione su membrane con una porosità definita).
È noto anche con la sigla SPM, dall’inglese suspended particulate matter.

## Caratteristiche e distribuzione
Le particelle solide all'interno degli oceani possono essere distinte in due gruppi. Le particelle di dimensioni relativamente grandi, denominate “sinking particles” (letteralmente, “particelle che affondano”), tendono a depositarsi velocemente sul fondo e sono costituite da materiale fecale e scheletrico di zooplancton e altri detriti organici e inorganici. Viceversa, le particelle sospese in acqua, che costituiscono appunto il particellato marino sospeso, hanno dimensioni generalmente superiori a 0,22 o 0,45 μm e inferiori al centimetro e possono depositarsi anch’esse nel tempo, seppur più lentamente; sono costituite principalmente da piccoli detriti, fitoplancton e altri microorganismi, sia vivi che morti.
La concentrazione del particellato sospeso dipende da diversi fattori. Alte concentrazioni di SPM si possono trovare vicino alla costa, in zone estuarine, vicino al fondale e in aree dove il flusso della corrente è più lento, oppure in situazioni particolari quali apporti fluviali in seguito a esondazioni o nella zona eufotica durante la fioritura del fitoplancton. Per i corsi d'acqua, la concentrazione può aumentare a valle in seguito al progressivo accumulo del materiale solido lungo il percorso. Nel caso delle acque oceaniche, la sua concentrazione può variare dai 10-50 μg/L nelle acque profonde, a circa 100-200 μg/L in quelle superficiali.
In oceano aperto, la bassa concentrazione di particellato fa sì che la luce penetri in profondità: la radiazione blu viene dispersa dalle molecole d'acqua, mentre gli altri colori vengono assorbiti, quindi l'acqua appare proprio di colore blu. Viceversa, le acque costiere sono più ricche di materiale particellato, in particolare organismi fitoplanctonici (alghe microscopiche) dotati di pigmenti fotosintetici che assorbono le radiazioni blu e rossa, lasciando riflettere quella verde; per questo motivo, maggiore è la concentrazione di fitoplancton, più intenso è il colore verde dell’acqua.

## Adsorbimento e incorporamento di sostanze
Gli elementi in tracce e i composti organici relativamente apolari tendono a concentrarsi preferenzialmente nell’SPM rispetto alle particelle più grossolane, in quanto hanno maggiore affinità verso le particelle più fini. Di conseguenza, molte sostanze presenti nelle acque (tra cui diversi contaminanti) vengono rimosse dalla frazione disciolta tramite adsorbimento sull’SPM: ad esempio composti organici come idrocarburi policiclici aromatici, composti organostannici o inquinanti organici persistenti, ma anche sostanze emergenti come le nanoparticelle di ossido di titanio.
Per quanto riguarda gli elementi in tracce (metalli e semimetalli), la loro concentrazione in acqua è divisa tra la forma disciolta (che comprende ioni liberi e complessi solubili) e quella particellata; dal punto di vista operazionale, le due frazioni sono definite mediante la separazione per filtrazione su membrane aventi porosità 0,2 o 0,45 μm. Nella frazione particellata, gli elementi possono essere adsorbiti sulla superficie delle particelle solide o incorporate in minerali e particelle di origine biogenica. Per quanto molti elementi in tracce siano presenti prevalentemente in forma disciolta, il loro adsorbimento sulle particelle sospese è fondamentale come processo di rimozione dalla colonna d’acqua, in seguito al quale possono essere rilasciati nuovamente nella frazione disciolta mediante altri processi o depositarsi sul sedimento superficiale. Inoltre, i vari elementi possono subire diversi destini, a seconda anche delle condizioni delle acque in cui si trovano, rendendo quindi importante il loro studio per spiegare i processi biogeochimici a cui vanno incontro: ad esempio, metalli come cromo e piombo risultano progressivamente più arricchiti nella frazione particellata all’aumentare della profondità, mentre micronutrienti come rame e ferro possono essere arricchiti nella frazione particellata organica in caso di assorbimento da parte degli organismi inoltre, variazioni di condizioni redox possono modificare la distribuzione dei metalli tra le diverse frazioni (ne è un esempio la precipitazione di ossidi e idrossidi di Mn(IV) in condizioni ossidanti).

## Metodi di analisi
L'SPM superficiale può essere analizzato tramite misure satellitari con sensori ottici.
In caso di campionamento e analisi, è necessario innanzitutto sapere se per lo scopo dell'analisi è necessario distinguere tra fase disciolta e particellata, e in caso affermativo trattare il campione velocemente perché ci potrebbero essere degli scambi di sostanze tra una fase e l’altra, in particolare in caso di conservazione dopo acidificazione per gli elementi in tracce. In caso di basse quantità di SPM (ad esempio per acque in oceano aperto), può essere preferibile analizzare l’acqua senza filtrarla, perché il passaggio di filtrazione può essere una fonte di contaminazione; questo non vale per quegli elementi che si distribuiscono preferenzialmente nella frazione particellata (ad esempio il ferro), per i quali è necessario effettuare la separazione e analizzare anche l’SPM.
Inoltre, per poter comprendere appieno i processi di distribuzione dei componenti nell’acqua può essere importante distinguere anche tra SPM e “sinking particles”.

### Campionamento
I metodi di campionamento dell’SPM prevedono la filtrazione dell'acqua con diversi approcci (tipicamente filtrazione sottovuoto o per pressione). In caso di concentrazioni molto basse di SPM, è necessario raccogliere e processare grandi volumi di acqua: a tale scopo vengono usati sistemi di filtrazione in situ mediante pompe, oppure centrifugazioni a flusso continuo (quest’ultima permette di trattare da 0,5 a 20 m³ di acqua).
Un altro approccio è l'utilizzo di dispositivi di campionamento passivo simili a quelli usati per i sedimenti, lasciati sul luogo di interesse per diverse settimane: 2-4 campionamenti all'anno sono sufficienti per siti di campionamento non influenzati da apporti fluviali e quindi da input di contaminanti, mentre campionamenti mensili sono preferibili per zone fortemente influenzate dal contributo di altre masse d’acqua, e quindi da possibili variazioni di contaminanti.

### Trattamento del campione
Una volta filtrato il campione, il filtro può essere analizzato tal quale (v. sezione successiva) o può essere trattato per portare in soluzione gli elementi da determinare. A seconda delle informazioni di interesse, si possono effettuare: a) una digestione totale con acidi; b) un leaching acido con acido cloridrico diluito; c) un’estrazione sequenziale selettiva per distinguere le frazioni scambiabile, estraibile, riducibile, ossidabile e residua.

### Analisi
Per l'analisi del particellato marino, il filtro viene pesato prima del trattamento su bilancia analitica con precisione di 0,1 mg.
Successivamente può essere analizzato tal quale mediante spettroscopia di fluorescenza a raggi X a riflessione totale, con limiti di rilevabilità che variano da 3 a 25 pg/g.
In caso di estrazione o solubilizzazione del filtro, le soluzioni risultanti possono essere analizzate mediante diverse tecniche di analisi elementare quali voltammetria di ridissoluzione, spettroscopia di emissione atomica con sorgente ICP, spettroscopia di assorbimento atomico con atomizzazione elettrotermica, spettrometria di massa (tipicamente con sorgente ICP), chemiluminescenza, spettrofotometria o gascromatografia. Nel caso in cui gli analiti siano elementi in tracce, il risultato viene generalmente riportato come nanomoli di analita su grammo di SPM.